# Jakob Lohner

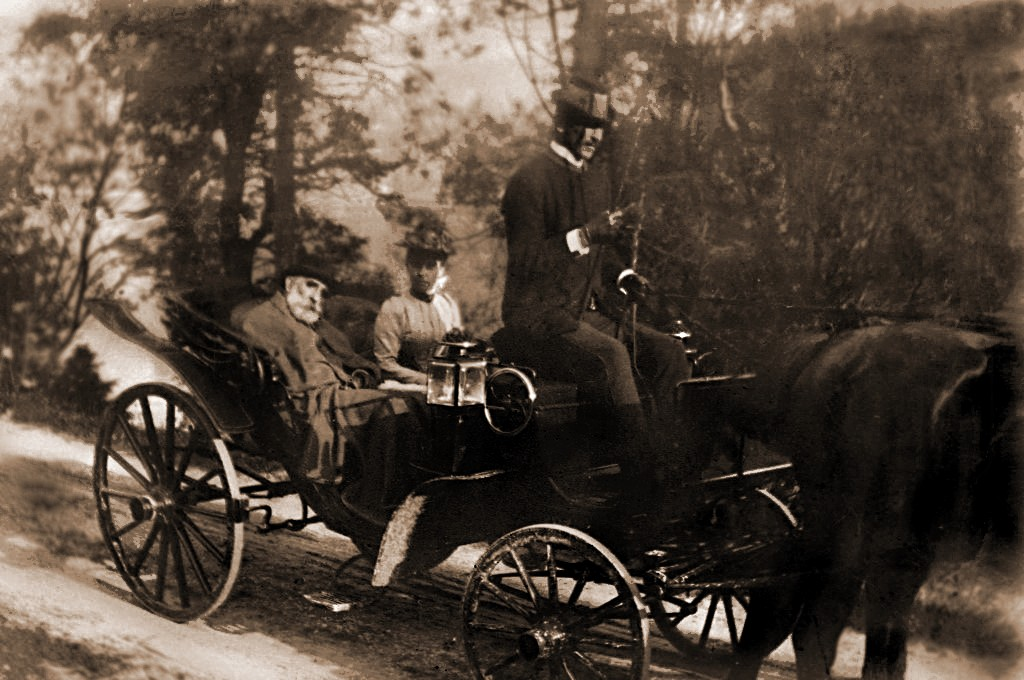
Lohner im Jahr 1891

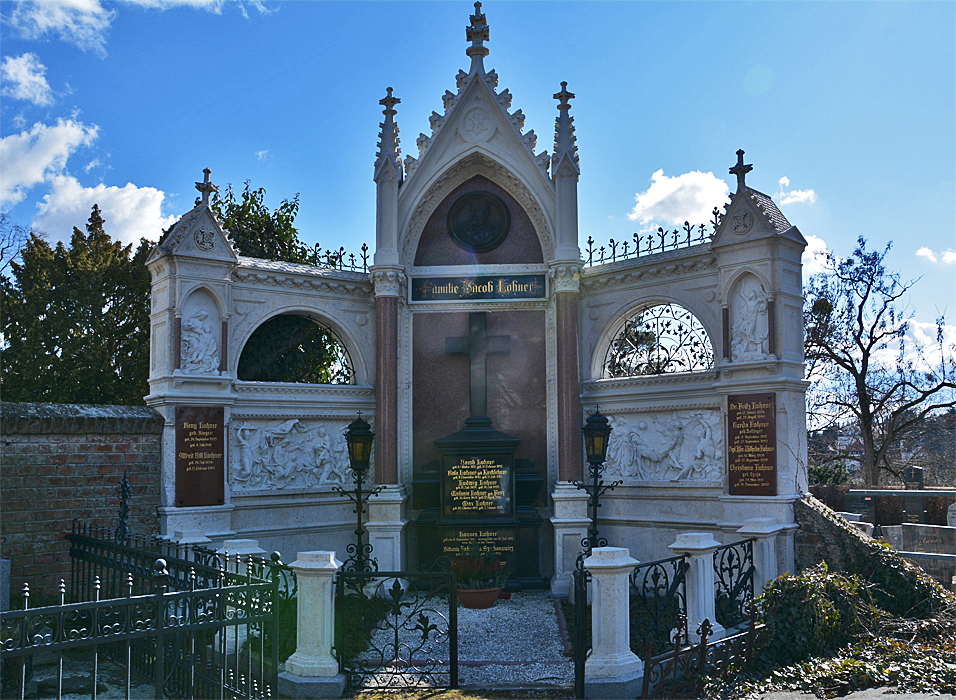
Familiengrab auf dem Pötzleinsdorfer Friedhof

Jakob Lohner (* 7. Oktober 1821 in Wien; † 19. Februar 1892 in Wien) war ein österreichischer Unternehmer.

## Leben und Wirken
Jakob Lohner, der Sohn von Heinrich Lohner, trat 1852 gemeinsam mit dem aus Aachen stammenden Joseph Neuss in die Pferdewagenherstellung von Ludwig Laurenzi, dessen Tochter Luise er 1857 auch heiratete, als Kompagnon ein. Nach dem Tod Laurenzis im Jahr 1860 übernahm Lohner das Unternehmen ganz.
Lohners Unternehmen konzentrierte sich hauptsächlich auf die Produktion von Luxuskarossen und Sanitätswagen. Das brachte auch den Auftrag, die ersten Wagen der Wiener Freiwilligen Rettungsgesellschaft herzustellen. Sein Firmensitz musste aufgrund der vermehrten Aufträge vergrößert werden, und so errichtete er eine Betriebsstätte in Wien-Alsergrund, das damals noch ein Vorort von Wien war. Im Jahr 1868 traten sein Bruder F. Lohner und sein Schwager J. Brauner als Gesellschafter in das Unternehmen ein, das von nun an die Firma „Jacob Lohner & Comp.“ führte.
Unter Jakob Lohner übersiedelte das Unternehmen in ein größeres Areal in Wien-Floridsdorf, wo auch eine moderne Gießerei und Federnherstellung errichtet wurden. Zeitgleich wurde ein Direktionsgebäude im 9. Wiener Gemeindebezirk in der Porzellangasse erbaut.
Im Jahr 1887 schied Jakob Lohner aus dem Unternehmen aus und übergab die Leitung seinem Sohn Ludwig Lohner. 
Er wurde im Familiengrab am Pötzleinsdorfer Friedhof (Gruppe D, Nummer 20) bestattet.